# Xứ Thượng Nam Đông Dương
Xứ Thượng Nam Đông Dương, " Ala Čar Dega Krĭng Dhŭng Mnai" (tiếng Pháp: Pays Montagnard du Sud Indochinois, viết tắt là PMSI) là một đơn vị hành chính tự trị của Liên bang Đông Dương tại khu vực Tây Nguyên Đêga ngày nay. Đơn vị hành chính này tồn tại từ 27 tháng 5 năm 1946 đến năm 1950 thì sáp nhập vào Hoàng triều Cương thổ theo Dụ số 6 của Quốc trưởng Bảo Đại.

## Lịch sử
Sau Chiến tranh thế giới thứ hai, chính phủ Pháp phải đương đầu với cao trào độc lập và thống nhất của người Việt ở khắp ba khu vực Trung Kỳ, Nam Kỳ và Bắc Kỳ. Cao ủy Đông Dương Georges Thierry d'Argenlieu tìm cách vô hiệu hóa cao trào này bằng cách thông qua việc thành lập Cộng hòa Tự trị Nam Kỳ rồi Xứ Thượng Nam Đông Dương (27 tháng 5 năm 1946). Xứ Thượng "Čar Dega" trực thuộc chính phủ Liên bang Đông Pháp với 5 tỉnh Cao nguyên Trung phần, gồm: Đồng Nai Thượng, Lang Biang, Pleiku, Darlac, Kontum. Thủ phủ của Xứ Thượng sơ khởi đặt tại Đà Lạt, sau đó chuyển tới Ban Mê Thuột.
Sau hiệp ước 8 tháng 3 năm 1949 được ký kết giữa Quốc trưởng Bảo Đại và Tổng thống Pháp Vincent Auriol công nhận Quốc gia Việt Nam thì quy chế tự trị của các sắc tộc thiểu số được gộp lại dưới danh hiệu Hoàng triều Cương thổ và Xứ Thượng Nam Đông Dương chính thức kết thúc. Tuy nhiên văn thư của Auriol vẫn cho rằng khu vực này sẽ có quy chế riêng và chính phủ Pháp vẫn có bổn phận tham nghị nên mỗi khi ban bố luật pháp thì chính phủ Quốc gia Việt Nam phải có sự thỏa thuận của phía Pháp.